# Tres Num Prato
Tres Num Prato es un cultivar de higuera tipo Smyrna Ficus carica unífera, de piel variegada verde amarillento con costillas  marronáceas marcadas. Se cultivan principalmente en el Algarve (Portugal) para el autoconsumo.

## Sinonimias
- „Três um Prato“,[4]

## Historia
El cultivo extensivo de las higueras era tradicional en Portugal, especialmente en las regiones del Algarve, Moura, Torres Novas y Mirandela. Se cosechaban los llamados « "figos vindimos" », que tenían como destino el mercado de los higos secos, para el consumo humano o industrial, pero también para la alimentación de los animales,
Era un higueral de baja densidad, entre 100 y 150 higueras por hectárea, con árboles de gran porte, baja productividad y mucha mano de obra. Todo esto, unido a la fuerte competencia de los higos provenientes del norte de África y Turquía, provocó un progresivo abandono de este cultivo.
Hoy día se está recuperando, pero orientada la producción para su consumo en fresco, imponiéndose variedades más productivas adaptadas a las exigencias y gustos del mercado, aumentando las densidades de plantación e incluso aportando la posibilidad de riego. La producción de higos para el mercado de fruta fresca tiene dos épocas distintas de producción. Una en mayo, junio y julio, que es la época de los « "figos lampos" » (brevas); y otra en agosto y septiembre, hasta las primeras lluvias, que es la época de los « "figos vindimos" » (higos).
La variedad 'Tres Num Prato' fue descrito e ilustrado por Bobone (1932) como una variedad portuguesa, no cultivada comercialmente, pero ampliamente distribuida en el Algarve para autoconsumo.

## Características
La higuera 'Tres Num Prato' es una variedad unífera, del tipo Smyrna. Los árboles 'Tres Num Prato' generalmente producen una cosecha de higos de tamaño medio, piriforme, con cuello prominente; piel variegada amarillenta verdosa con costillas  marronáceas o rojizas marcadas; pulpa de color rosa; sabor agradable y de buena calidad.

## Cultivo
Se trata de una variedad muy adaptada al cultivo de secano. Muy cultivado en el Algarve (Portugal) para autoconsumo,